# ФК Перголетезе
„Юнион Спортива Перголетезе 1932“ е италиански футболен отбор от град Крема. Намира се в четвъртото ниво на италианската футболна лига (Серия Д).

## Български футболисти
- Емануил Луканов: 2002/03 - (26 мача - 4 гола)